# Corydalis dubia
Corydalis dubia är en vallmoväxtart som beskrevs av David Prain. Corydalis dubia ingår i släktet nunneörter, och familjen vallmoväxter. Inga underarter finns listade i Catalogue of Life.